# Åke Holm (keramiker)
Åke Holm, född 11 september 1900 i Höganäs, död den 13 juni 1980 i Höganäs, var en svensk keramiker, skulptör och grafiker.

## Biografi
Åke Holm började 1915 vid Höganäsbolaget efter att ha arbetat ett år vid keramikfabriken Andersson & Johansson i Höganäs. Hans far och flera släktingar arbetade redan vid Höganäsbolaget. Han fick arbeta med sättning av ugnar och glasering, och var medhjälpare till formgivaren Edgar Böckman. Han hade tidigt visat både anlag och intresse för konst och utbildade sig därför, parallellt med sitt arbete, vid Höganäs yrkesskola under ledning av modellören Albin Hamberg. 
Sedan Höganäsbolaget lagt ner sin konstkeramiska produktion 1926 startade Åke Holm 1928 en egen verkstad tillsammans med sin två år yngre bror Ernst, även kallad Atte. Oftast var det Atte som drejade och Åke som stod för glasyren. Under denna tid signerades produkterna med "Br: Holm Höganäs". För att få in pengar började man även göra souvenirer och skapade de kända Kullatrollen, ett koncept som senare kopierats av mängder av keramiker. För Atte blev musiken huvudsysslan och Kullatrollen och den fortsatta produktionen fick signaturen "Holm Höganäs". 
Under 1930-talet framställde Åke Holm sina första konstverk med djur- och människofigurer. De var ofta gestalter ur Bibeln och präglas av en förenklad, tung och sluten form. Signaturen blev då "Å Holm" och sedermera "Åke Holm".
Under 1950- och 60-talet gjorde Åke Holm ett flertal monumentala skapelser, fortfarande med dominans av bibliska motiv, där han ofta använde svart glasyr som gav intryck av järn. På 1960-talet och i början av 1970-talet lämnade han allt mer den strama formen för en mjukare stilisering.
Åke Holm var styrelseledamot i Höganäs museum och var aktiv i dess arbetsutskott. Tillsammans med hustrun Annie donerade och testamenterade han 1975 sin samling av egna och andras konstnärers verk till museet. Museet rymmer idag landets största Åke Holm-samling.
Åke Holm finns bland annat representerad på Nationalmuseum i Stockholm.